# Sadako Ogata
  Sadako Ogata  (japonès: 緒方貞子)  (Tòquio, 16 de setembre de 1927 - Tòquio, 22 d'octubre de 2019) va ser una professora universitària, politòloga i diplomàtica japonesa, professor emèrita de la Universitat Sofia de Tòquio. Entre 1991 i 2001 fou Alta Comissionada de les Nacions Unides per als Refugiats. Després d'acabar l'exercici del seu càrrec fou nomenada presidenta, l'1 d'octubre de 2003, de l'Agència Japonesa de Cooperació Internacional.
Es va graduar a la Universitat del Sagrat Cor de Tòquio, després va estudiar a la Universitat de Georgetown i més tard va obtenir el doctorat en Ciències Polítiques per la Universitat de Califòrnia, a Berkeley, el 1963. Més tard, Ogata va ensenyar política internacional a la Universitat de Sofia.

## Honors

### Condecoracions japoneses
- 2001 Persona de Mèrit Cultural[3]
- 2003 Orde de Cultura[4]

### Altres
- 1994 Premi a la llibertat de la Internacional Liberal
- 1995 Medalla a la llibertat
- 1997 Premi Ramon Magsaysay
- 2000 Premi Seül de la Pau
- 2001 Orde de l'Amistat de Rússia
- 2001 Creu de Comandant de l'Orde al Mèrit de la República Federal Alemanya
- 2001 Comandant de la Legió d'Honor
- 2001 Gran Creu de Cavaller de l'Orde al Mèrit de la República Italiana
- 2001 Comandant de 1a Classe de l'Orde de l'Estrella Polar de Suècia
- 2001 Premi Indira Gandhi
- 2002 Premi Fulbright a la Comprensió Internacional
- 2005 Premi Ciutadania Mundial
- 2006 Gran Oficial de l'Orde de Lakandula de les Filipines[5]
- 2008 Gran Oficial de l'Orde d'Orange-Nassau dels Països Baixos
- 2011 Dama Comandant Honorària de l'Orde de Sant Miquel i Sant Jordi (DCMG)
- 2011 Medalla a l'Amistat entre Nacions del Kirguizstan
- 2013 Banda de l'Orde de l'Àguila Azteca[6]
- 2013 Gran Creu de l'Orde de Sikatuna[5]

## Arbre genealògic
| Inukai Tsuyoshi |       |       |       |         |         |         |         |                    |                    |                    |                    |                    |                    |                   |                   |                   |                   |  |  |                |                |                |                |                |                |  |  |  |  |
|                 |       |       |       |         |         |         |         |                    |                    |                    |                    |                    |                    |                   |                   |                   |                   |  |  |                |                |                |                |                |                |  |  |  |  |
| Misao           | Misao | Misao | Misao | Misao   | Misao   |         |         | Kenkichi Yoshizawa | Kenkichi Yoshizawa | Kenkichi Yoshizawa | Kenkichi Yoshizawa | Kenkichi Yoshizawa | Kenkichi Yoshizawa |                   |                   |                   |                   |  |  |                |                |                |                |                |                |  |  |  |  |
| Misao           | Misao | Misao | Misao | Misao   | Misao   |         |         | Kenkichi Yoshizawa | Kenkichi Yoshizawa | Kenkichi Yoshizawa | Kenkichi Yoshizawa | Kenkichi Yoshizawa | Kenkichi Yoshizawa |                   |                   |                   |                   |  |  |                |                |                |                |                |                |  |  |  |  |
|                 |       |       |       |         |         |         |         |                    |                    |                    |                    |                    |                    |                   |                   |                   |                   |  |  |                |                |                |                |                |                |  |  |  |  |
|                 |       |       |       | Tsuneko | Tsuneko | Tsuneko | Tsuneko | Tsuneko            | Tsuneko            |                    |                    | Toyoichi Nakamura  | Toyoichi Nakamura  | Toyoichi Nakamura | Toyoichi Nakamura | Toyoichi Nakamura | Toyoichi Nakamura |  |  | Taketora Ogata | Taketora Ogata | Taketora Ogata | Taketora Ogata | Taketora Ogata | Taketora Ogata |  |  |  |  |
|                 |       |       |       | Tsuneko | Tsuneko | Tsuneko | Tsuneko | Tsuneko            | Tsuneko            |                    |                    | Toyoichi Nakamura  | Toyoichi Nakamura  | Toyoichi Nakamura | Toyoichi Nakamura | Toyoichi Nakamura | Toyoichi Nakamura |  |  | Taketora Ogata | Taketora Ogata | Taketora Ogata | Taketora Ogata | Taketora Ogata | Taketora Ogata |  |  |  |  |
|                 |       |       |       |         |         |         |         |                    |                    |                    |                    |                    |                    |                   |                   |                   |                   |  |  |                |                |                |                |                |                |  |  |  |  |
|                 |       |       |       |         |         |         |         | Sadako Ogata       | Sadako Ogata       | Sadako Ogata       | Sadako Ogata       | Sadako Ogata       | Sadako Ogata       |                   |                   |                   |                   |  |  | Shijūrō Ogata  | Shijūrō Ogata  | Shijūrō Ogata  | Shijūrō Ogata  | Shijūrō Ogata  | Shijūrō Ogata  |  |  |  |  |
|                 |       |       |       |         |         |         |         | Sadako Ogata       | Sadako Ogata       | Sadako Ogata       | Sadako Ogata       | Sadako Ogata       | Sadako Ogata       |                   |                   |                   |                   |  |  | Shijūrō Ogata  | Shijūrō Ogata  | Shijūrō Ogata  | Shijūrō Ogata  | Shijūrō Ogata  | Shijūrō Ogata  |  |  |  |  |
|                 |       |       |       |         |         |         |         |                    |                    |                    |                    |                    |                    |                   |                   |                   |                   |  |  |                |                |                |                |                |                |  |  |  |  |
|                 |       |       |       |         |         |         |         |                    |                    |                    |                    |                    |                    | Atsushi Ogata     |                   |                   |                   |  |  |                |                |                |                |                |                |  |  |  |  |